# Low Row
Low Row – wieś w Anglii, w hrabstwie North Yorkshire, w dystrykcie (unitary authority) North Yorkshire. Leży 78 km na północny zachód od miasta York i 343 km na północ od Londynu.